# ブラックスモーカー

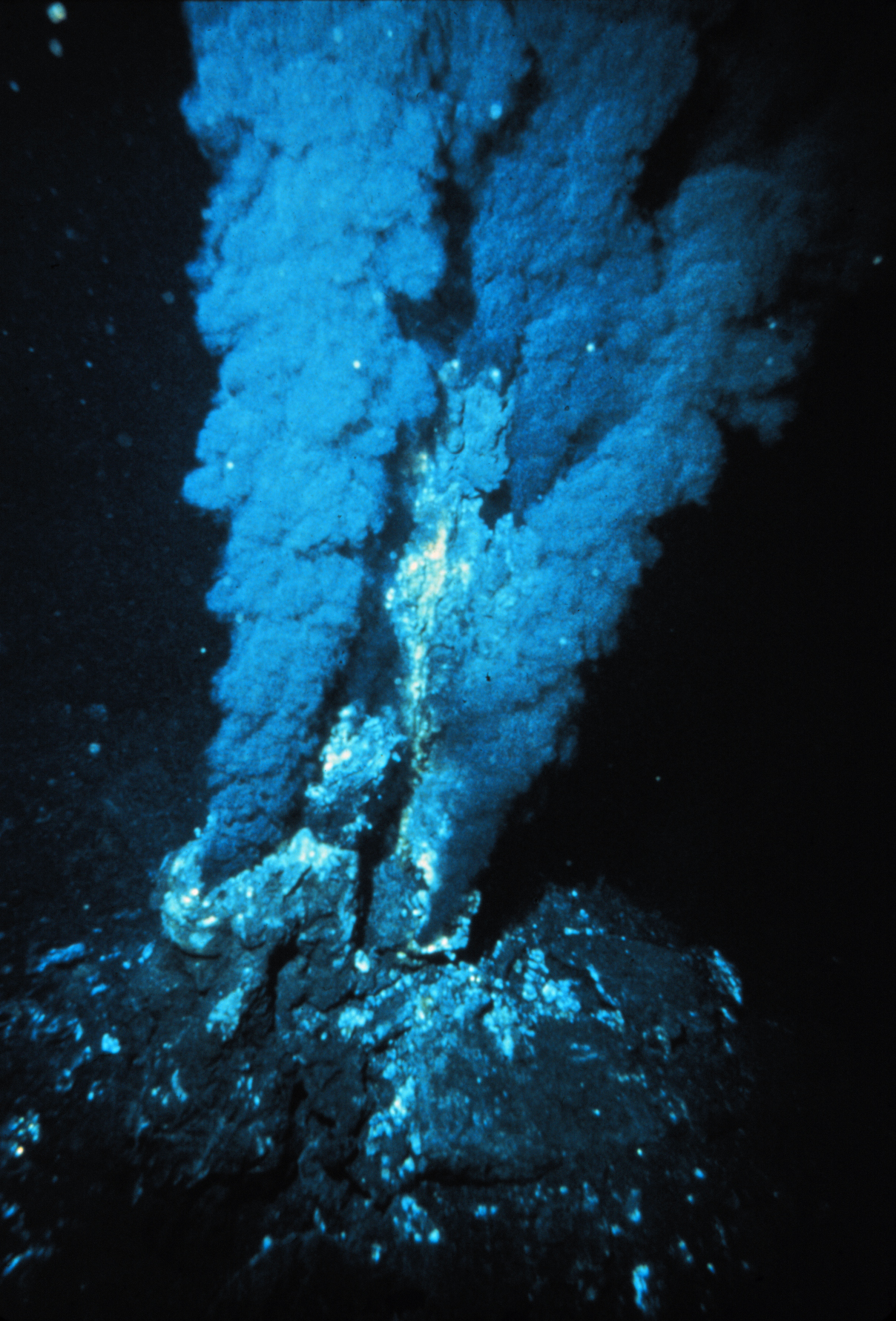
大西洋にあるブラックスモーカー

ブラックスモーカーとは、海底でほぼ300℃以上の高温の熱水が噴き出す煙突状の噴出口（チムニー）で、熱水に鉛・亜鉛・銅・鉄などの硫化物が多く含まれ、海水と反応して黒色を呈するものをいう。熱水の温度がこれより低く、含まれる金属硫化物が少ない場合は、白・黄色の硫黄・硫酸塩鉱物などが多く沈殿し、白色を呈するためホワイトスモーカーと呼ぶ。多くの硫化物が含まれるため人間にとっては猛毒である。